# Чертаново (бывшая деревня)
Чертаново — бывшая деревня, вошедшая в состав Москвы в 1960 году. В настоящее время часть территории исторического района Чертаново, района Чертаново Северное Южного административного округа. Находилась на правом берегу реки Чертановки, протянувшись вдоль Варшавского шоссе (существующего с середины XIX века), по обе его стороны, от нынешнего здания НИЦЭВТ почти до нынешней Южной рокады.

## Происхождение названия
По мнению топонимиста Р. А. Агеевой, название деревни Чертаново происходит от названия протекающей рядом реки Чертановка (Чертона) с истоком в имении Узкое. Исследовательница указывает на наличие в источниках разных вариантов гидронима: Чертонавка, Чертона; существует также гидроним Чертанка, Чертома в бассейне реки Клязьмы. Таким образом, название деревни Чертаново должно быть производным от гидронима, а не наоборот, как часто считается. Названия рек Чертона, Чертома, по мнению Агеевой, имеют балтийское или финно-угорское происхождение.
По мнению географа Е. М. Поспелова, название деревни связано с некалендарным личным именем Чертан. Ср. Иван Федорович Чертанов, житель Ярославля, 1563 год. По мнению краеведа М. Ю. Коробко, название деревни, вероятно, происходит от фамилии одного из первых владельцев этой местности.

## История
В XI—XIII веках на территории Чертанова проживали славянские племена вятичей, о чём свидетельствует наличие многочисленных групп курганов.

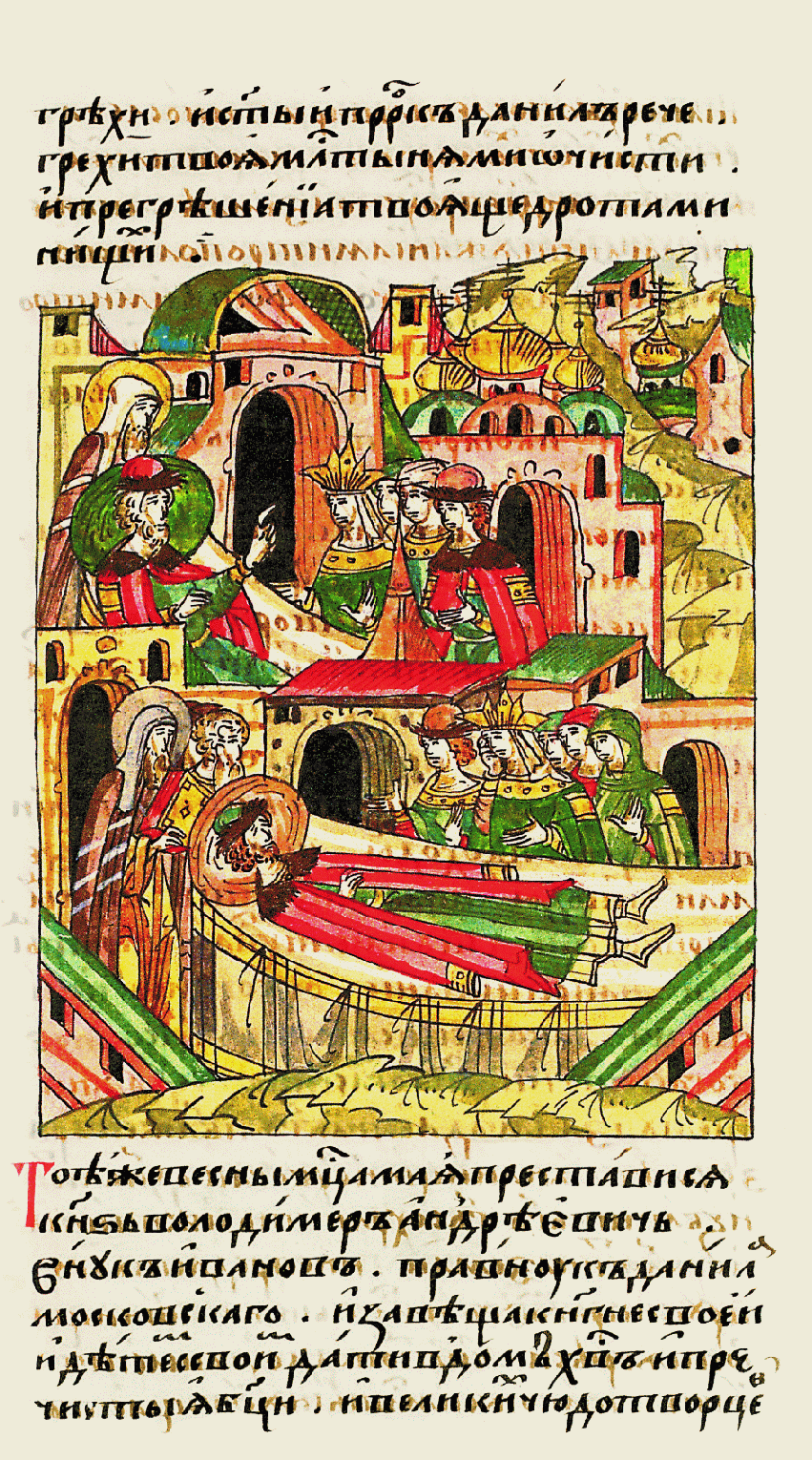
Преставление князя Владимира Андреевича, 1410 год, Лицевой летописный свод

С историей деревни Чертаново тесно связана история дворцовой деревни Заборье, находившейся севернее, рядом с деревней Верхние Котлы. Самое раннее известное упоминание Заборья имеется в духовной грамоте князя Серпуховского-героя Куликовской битвы Владимира Андреевича Храброго в 1401—1402 годов: «а Коломенскому селу розъезд с Ногатинским от Заборья до усть Нагатинской заводи». В период Смутного времени, осенью 1606 года, отряд казаков, поддерживавший Ивана Болотникова, занял Заборье и укрепил его фортификационными сооружениями. В начале декабря у деревни Заборье произошло сражение. Правительственные войска осаждали лагерь казаков в течение трёх дней. Взять его смогли, только уговорив осаждённых сдаться на условии помилования и принятия на службу. Заборье было упразднено к 1675 году, поскольку уже не упоминается в писцовой книге Коломенской волости этого времени. Крестьяне из этой деревни были переселены в деревню Чертаново, которая первое время после этого называлась Новое Заборье.
В писцовой книге 1627—1628 годов упоминается река Чертановка. На ней располагались «тянувшие» к селу Покровскому деревни Котляково и Дмитровская. Деревня Чертаново ещё не упомянута. Не упоминается она и в переписных книгах 1646 года.
Самое раннее упоминание деревни Чертаново относится к началу мая 1654 года. Под этой датой она значится в качестве одного из пунктов сбора рязанцев, участвовавших в Польской войне (1654—1667 годы), в походе на Смоленск в составе Большого полка боярина князя Якова Куденетовича Черкасского. В 1665 году упоминается, что при деревне существовал государев «волчий двор» (зверинец для организации царской охоты). Кроме волков на этом дворе содержались и другие звери. Волчий двор находился не в самой деревне, а на территории современного парка Зюзино. В марте 1667 года крестьяне Заборья и Чертанова упоминаются как понятые при отказе соседнего сельца Изютина вдове Прасковье Щербатовой и ее сыну Андрею. Известно о посещении Чертанова в декабре 1667 года царём Алексеем Михайловичем с грузинским царевичем Николаем Давыдовичем: «декабря в 28 день в субботу великий государь изволил итить в Чертаново за час до света, да с ним же, великим государем, был Грузинский царевич Николай Давыдович». Имеется упоминание, что в январе 1668 года были выделены деньги на покупку шуб солдатам, находившимся «на сторожах» в Чертанове у волчьего двора. В ноябре 1673 года уже упоминута деревня (село) Новое Заборье, куда были выделены средства для строительства нового волчьего двора. Также деревня Чертаново упоминается в переписной книге дворцовой Коломенской волости 1675 года. В то время в деревне числилось 22 крестьянских двора и государев сад. В переписной книге имеется следующее описание:

«Деревня Новая Заборья на речке на Чертановке, что напред сего была деревня Чертаново, а в ней государев сад по мере 2 десятины, а у того сада садовник [1 двор] да крестьян [22 двора], под дворами и огороды да усадные земли пять десятин без чети, животинного выпуску на речке Чертановке пять десятин да животинного ж выпуску по берегу Москвы реки подле приселка Дьяковского крестьянских покосов десятина, пашни паханные худые земли девяносто четей в поле, а в дву потому ж, сена в Долгом лугу полторы десятины да подле Батюнинского озера десять десятин с полудесятиною да в Братеевских лугах подле рыбачьих покосов пять десятин с четвертью да подле дьяковских покосов четыре десятины, в живущем две выти, в пусте две выти без чети да деревни ж Нового Заборья садовничьи пашни паханные худые земли четыре чети в поле, а в дву потому ж, сена подле речки Нетечи в Кулиге Толчине две десятины да в приправочных книгах написано: деревня Заборья, … а в ней дватцать дворов … и из тое деревни крестьяне переселены в деревню Новое Заборье, что наперед сего была деревня Чертанова».
В конце XVII века Чертаново принадлежало государству и входило в состав Коломенской дворцовой волости с центром в дворцовом селе Коломенском. Основными занятиями дворцовых крестьян были огородничество, хлебопашество и скотоводство. Особое место занимало также садоводство.
Упоминается в материалах Генерального межевания конца XVIII века как деревня Чертаново. В 1775 году для празднования заключения Кучук-Кайнарджийского мирного договора с Османской империей в Чертанове были установлены триумфальные ворота.
Чертаново было дворцовым владением до 1797 года, когда оно перешло в ведение удельного Коломенского приказа. Чертаново находилось на Серпуховской дороге в оживленной местности. В 1811 году в деревне было 28 дворов, 86 человек мужского и 87 человек женского пола.
Во время Отечественной войны 1812 года чертановские крестьяне помогали партизанам продовольствием. Казачьи разъезды доносили: «Близ Москвы по Серпуховской дороге в деревне Чертанове находится обоз под прикрытием кавалерии и пехоты и выставлены от них ведеты, вероятно, должны быть в сей деревне хлебопеки». 6 сентября 1812 года недалеко от деревни состоялся кавалерийский бой между русскими французскими войсками.

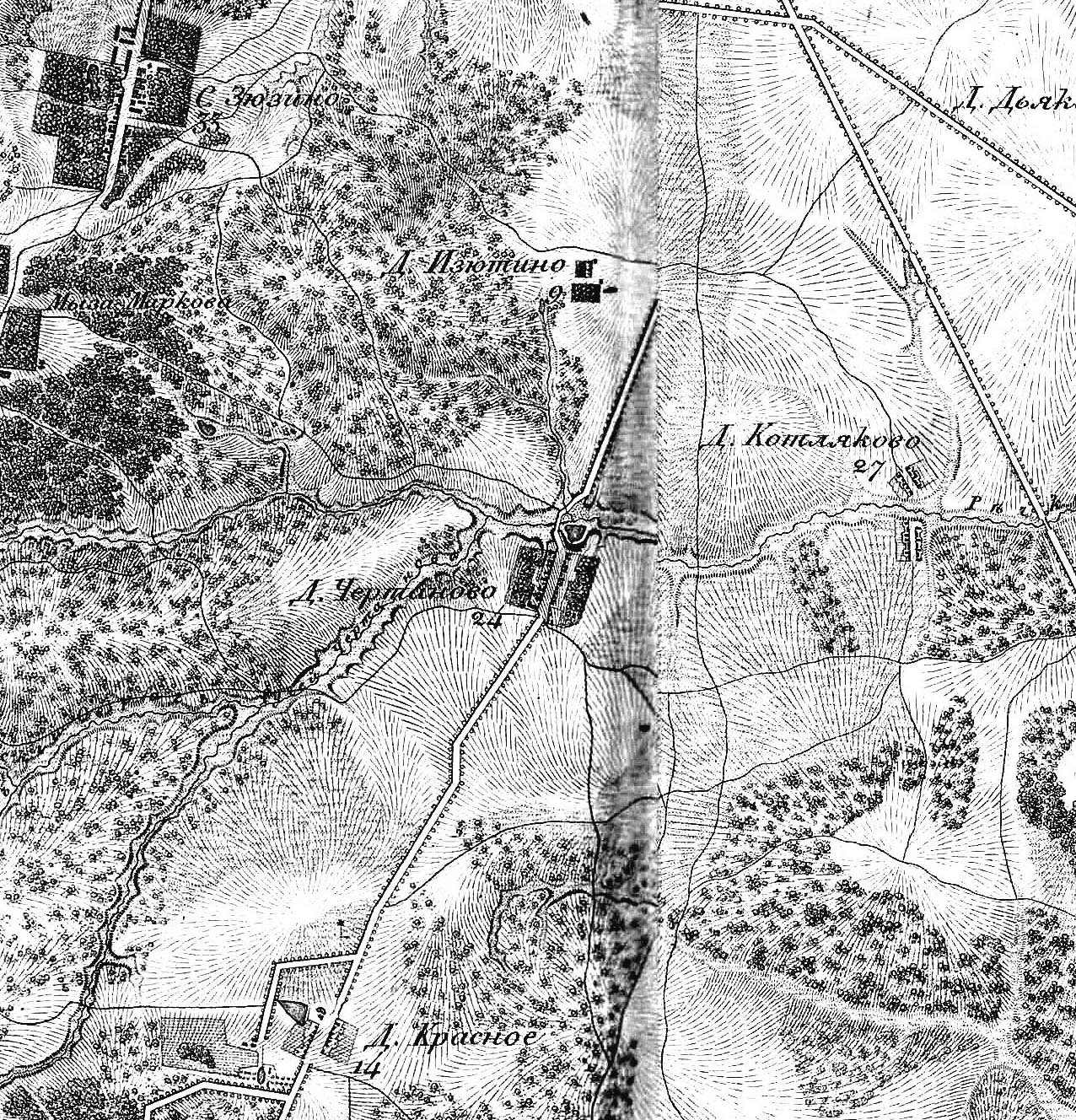
Чертаново на карте 1818 года

В Чертанове находилась почтовая станция, первая от Москвы по Серпуховской дороге. 25 февраля 1825 года на ней скоропостижно умер Тимофей М. Времев, коллежский советник и воронежский помещик, возвращавшийся из Москвы в своё имение, в убийстве которого был обвинён композитор А. А. Алябьев. Это происшествие описано А. Ф. Писемским в романе «Масоны» (1880—1881).
Местные жители занимались садоводством и хлебопашеством. В 1850 году здесь проживали 25 семей, 257 человек жителей. В середине XIX века в Чертанове располагалась военная этапная конная команда, конвоировавшая арестованных. Она не имела собственных зданий и арендовала избы у местных крестьян.
После административной реформы 1860 года деревня вошла в состав Зюзинской волости. Вплоть до крестьянской реформы 1861 года Чертаново оставалось удельной деревней. В результате реформы 120 чертановских крестьян получили земельные наделы по 2,4 десятины на каждого. В зависимости от числа едоков временами происходили переделы земель. Иногда дело доходило до суда, который принял решение домохозяевам, у которых урезали усадьбу, выдавать деньги по оценке за садовые деревья и кусты. Разведение садов составляло основное занятие местных жителей. В начале 1870-х годов средний годовой доход от одного сада в Чертанове составлял около 35 рублей. Когда долги за землю были выплачены, некоторые крестьяне начали сдавать её в аренду, развивалось предпринимательство. Дореволюционный путеводитель по Подмосковью характеризует Чертаново следующим образом: «Местность оживленная, с лавками, постоялыми дворами и трактирами». Деревня разрослась и разделилась на две части, которые стали именовать слободами. Каждое домовладение получило свой номер.
После преобразования Серпуховской дороги в шоссе и открытия Курской железной дороги в столицу начали доставлять фрукты с юга России. Конкуренция южных плодов и заморозки привели к некоторому упадку садоводства. Однако близость Москвы (доставка дешёвого удобрения) и возможность распашки низких мест по Чертановке позволили развивать огородничество. В основном выращивалась капуста. Кроме того, распахивались паровые поля. В 1876 году в деревне имелось 3 трактира и 2 лавки.
Деревня относилась к приходу церкви Усекновения главы Иоанна Предтечи в селе Дьякове. В 1878 году в Чертаново открылось земское училище, переведённое из Зюзина. В нём обучались 52 ребёнка, в том числе старообрядцы, приходившие из Чертанова, Котлякова и Волхонки. При школе имелась библиотека из 190 книг, проводились народные чтения. Училище размещалось в избе крестьянина Ивана Широкова, которая была нанята для этого земством. В этой же избе жила единственная учительница. На народных чтениях обычно присутствовало всё грамотное население Чертанова, около трети деревни. Окончившие курс ученики получали право брать книги из библиотеки под заклад.
В 1884 году в деревне имелось 42 двора, проживало 339 человек. Благодаря садоводству (преобладающей культурой была малина) и расположению деревни на оживленном тракте крестьяне были зажиточными. Некоторые из них становились купцами. В 1884 году в деревне была одна лавка, постоялый двор и 2 трактира. В 1880-е годы крестьянки в качестве дополнительного промысла занимались изготовлением гильз для папирос и намоткой хлопчатобумажной нити на катушки.
С 1898 года попечителем земского училища был подольский уездный предводитель дворянства Андрей Михайлович Катков (1863—1915), владелец соседнего имения в Знаменском-Садках и сын известного реакционера М. Н. Каткова.
В 1890 году в деревне было 185 различных строений, из них жилых — 51 дом. Почти половина крыш была покрыта железом, что свидетельствует о хорошем достатке жителей. К 1900 году деревня состояла из двух слобод. В 1910 году в деревне имелось уже 80 хозяйств, в которых проживали 406 человек, во владении которых находилось 254,5 десятин земли. К началу XX века сохранялся гильзный промысел.
После революции Чертаново оставалось одним из подмосковных центров садоводчества и овощеводства. В Чертанове был организован сельсовет. Училище стало называться школой. В 1918 году Зюзинская волость была объединена с Царицынской в Ленинскую волость. Восстанавливается нарушенное хозяйство. Уже в 1926 году площади садов составляли 49 % от площадей 1911 года. В 1927 году в целях объединения усилий крестьян по сбыту плодов и снабжения необходимым оборудованием было образовано товарищество по садоводству и огородничеству. В 1929 году на основе Ленинской волости был создан Ленинский район Московской области. В период коллективизации в конце 1920-х годов в Чертанове был создан колхоз «Верный путь». Чертановцы занимались скотоводством, выращивали зерно, но самым успешным было садоводство. Так, в районе нынешней станции метро «Варшавская» собирали до 4 тонн крыжовника с гектара.
В 1936 году в Чертаново была открыта пригородная платформа железной дороги (нынешняя станция Чертаново), в связи с чем количество жителей увеличилось до 537 человек.
Согласно Генеральному плану реконструкции Москвы 1935 года, Чертаново и соседнее село Узкое должны были стать новыми границами столицы. Однако расширению Москвы на юг помешала Великая Отечественная война. 
В 1941 году на поле рядом с Чертановом был размещён аэродром истребительного авиаполка, прикрывавшего Москву с юга. С 1950-х годов он перешёл в ведение ДОСААФ, использовался для полётов планеров и просуществовал до конца 1960-х годов. Аэродром находился на поле немного севернее современной станции метро «Южная».
12 октября 1941 года вблизи деревни в воздушном бою погиб самолет «СБ» 173-го авиаполка и его экипаж — Ю. Тихомиров, А. Акуров и П. Ворон. На месте гибели лётчиков установлен памятник.

### В составе Москвы
Деревня вошла в состав Москвы в 1960 году. Первое время строительство на его территории деревни не велось. Колхоз был постепенно упразднён.
С конца 1960-х — начала 1970-х годов годов территория стала районом массовой жилой застройки, началась интенсивная застройка домами массовых (панельных) серий. Жилой массив Чертаново был возведён на территории более 2 тысяч гектаров авторским коллективом под руководством архитектора В. Л. Воскресенского. Авторы проекта: архитекторы В. Л. Вознесенский, Т. Н. Дроздова, В. И. Сержантов, В. В. Громогласов, Н. К. Суздалева и др. Дома большой протяженности строились по проектам главного архитектора Москвы М. В. Посохина.
Топоним сохранился в названиях:
- железнодорожная станция и остановочный пункт Павелецкого направления Чертаново[2] (1936)
- местность Чертаново
- Чертановская улица[2] (1968)[10]
- микрорайон «Северное Чертаново» (1975—1982; в настоящее время в составе района Чертаново Северное)
- Центр спорта и образования «Чертаново» (1976)
- станция метро «Чертановская»[2] (1983)
- районы Чертаново Северное, Центральное и Южное (1995)[2], находящиеся в местности Чертаново.

## Комментарии
1. ↑  Также в расписании пунктов сбора участников похода, пришедших из разных городов, значится ряд других подмосковных деревень. Речь идёт о дворянском ополчении, которое по-прежнему оставалось важной составляющей частью вооруженных сил Русского государства[7].
2. ↑  В этот период «волчьи дворы» существовали при многих подмосковных царских усадьбах (Чусов С. Ю. Указ. соч.).